# 天瑞巴士總站
天瑞巴士總站（英文：Tin Shui Bus Terminus）是位於香港新界天水圍天瑞路天瑞邨的巴士總站，現時有3條巴士路線及1條專線小巴路線以此為總站，另有1條巴士路線及2條專線小巴路線途經此站。

## 總站路線資料（巴士）

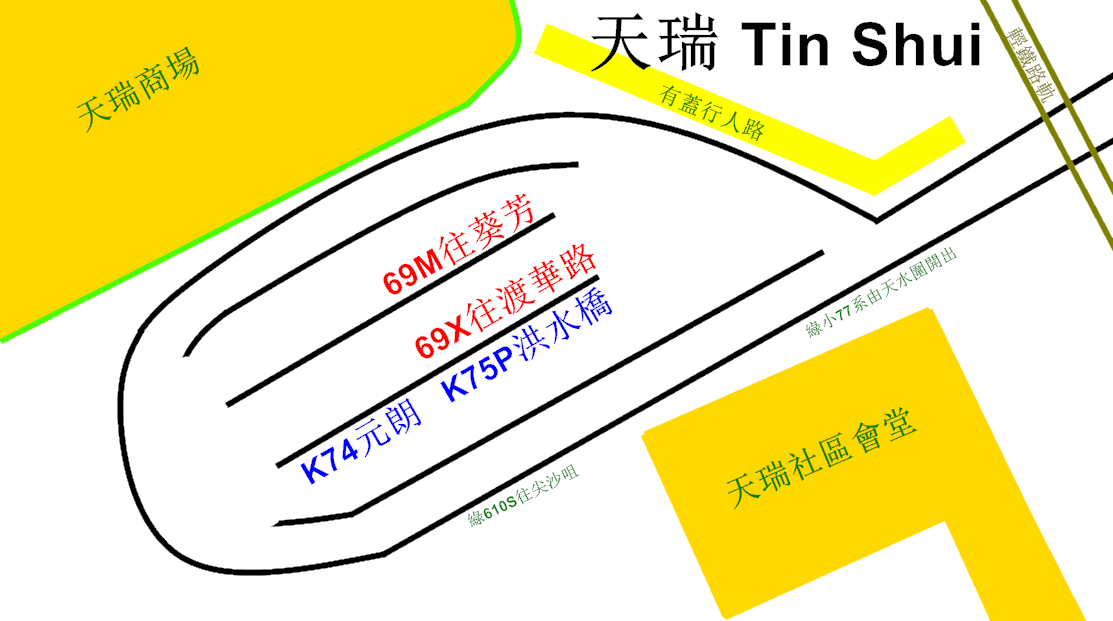
天瑞巴士總站的平面圖

### 九龍巴士65R線（只限特別日子提供服務）
- 佐敦（匯民道） → 天水圍（天瑞）

### 九龍巴士69X、269X線
69X
- 天水圍（天瑞邨） ↔ 佐敦（西九龍站）

於1993年10月28日投入服務，1998年5月26日起配合大欖隧道通車大幅修改路線並縮短至佐敦道碼頭，途經天水圍公園、天耀邨、天祐苑、元朗公路、大欖隧道、屯門公路、荃灣路、荔枝角、長沙灣、深水埗、旺角、油麻地及佐敦。
269X
- 天水圍（天瑞邨） ↔ 佐敦（西九龍站）

於2022年5月23日投入服務，起訖點與69X相同，途經天華邨、天恩邨、天澤邨、美湖居、元朗公路、大欖隧道、屯門公路（去程）、荃灣路（去程）、西九龍走廊（去程）、青葵公路（回程）、大角咀（回程）、旺角、油麻地及佐敦。

### 過海隧道巴士969C線(下午班次)
- 鰂魚涌（新威園） → 天水圍（天瑞邨）

於2008年5月13日起投入服務，提供港島東區往來天水圍的過海隧道巴士服務，途經天頌苑、美湖居、天水圍市中心、天慈邨、元朗公路、大欖隧道、汀九橋、長青隧道、青葵公路、西區海底隧道、東區走廊、北角及鰂魚涌。

### 港鐵巴士K75P線
- 天瑞 ↺ 洪水橋站

## 總站路線資料（專線小巴）

### 新界區專線小巴610S線
- 天水圍（天瑞邨） ↔ 尖沙咀（海防道）

提供天瑞、天耀、兆康苑、建生、屯門新墟、屯門市中心往來旺角及尖沙咀的通宵專線小巴服務。於1995年投入服務。

## 途經路線資料（巴士）

### 九龍巴士69M線
- 天水圍市中心 ↔ 葵芳站

於1992年4月8日投入服務，1993年2月28日延長至此，1995年3月31日縮短至葵芳地鐵站，1998年5月26日配合大欖隧道通車大幅修改路線，2014年11月29日配合元朗區M線服務重組延長至天水圍市中心，途經葵興、大窩口站、荃灣、屯門公路、大欖隧道、元朗公路、天祐苑、天耀邨、天水圍公園、天瑞邨、天華邨及天頌苑，只限往葵芳站方向途經此總站。

### 港鐵巴士K74線
- 天水圍市中心 ↺ 凹頭

於2004年9月27日起投入服務，途經天頌苑、天瑞邨、天水圍公園、天慈邨、朗屏邨、元朗市中心及港鐵元朗站，2022年3月6日延長至天水圍市中心。只限往凹頭方向途經此總站。

## 過往路線
- 九龍巴士69M線
- 九龍巴士269B線 (第一代)（已取消）
- 九龍巴士269C線
- 九龍巴士276線
- 九龍巴士276P線
- 過海隧道巴士369線（已取消）
- 九鐵巴士A70線（已取消）
- 九鐵巴士A70P線 (第二代)（已取消）
- 九鐵巴士A71線（已取消）
- 九鐵巴士K2X線（已取消）
- 新界區專線小巴607S線（已取消）

## 外部連結
- 九巴（页面存档备份，存于）
- 港鐵巴士（页面存档备份，存于）